# Општина Шмарјешке Топлице
Општина Шмарјешке Топлице (словен. Šmarješke Toplice) је једна од општина Југоисточне Словеније у држави Словенији. Седиште општине је истоимени градић Шмарјешке Топлице.

## Насеља општине
| - Бела Церкев - Брезовица - Виница при Шмарјети - Вињи Врх - Горења вас при Шмарјети - Градење | - Грич при Клевевжу - Дол при Шмарјети - Долење Кроново - Драга - Дружинска вас - Жаловиче | - Збуре - Когло - Мала Стрмица - Орешје - Радовља - Села | - Села при Збурах - Стрелац - Хриб - Челевец - Шмарјета - Шмарјешке Топлице |

Шаблон:Шмарјешке Топлице